# Ouchamps
Ouchamps foi uma comuna francesa na região administrativa do Centro, no departamento Loir-et-Cher. Estendia-se por uma área de 12,96 km². Em 2010 a comuna tinha 832 habitantes (densidade: 64,2 hab./km²).
Em 1 de janeiro de 2019, passou a formar parte da comuna de Le Controis-en-Sologne.